# Francisco de Assis Gabriel dos Santos

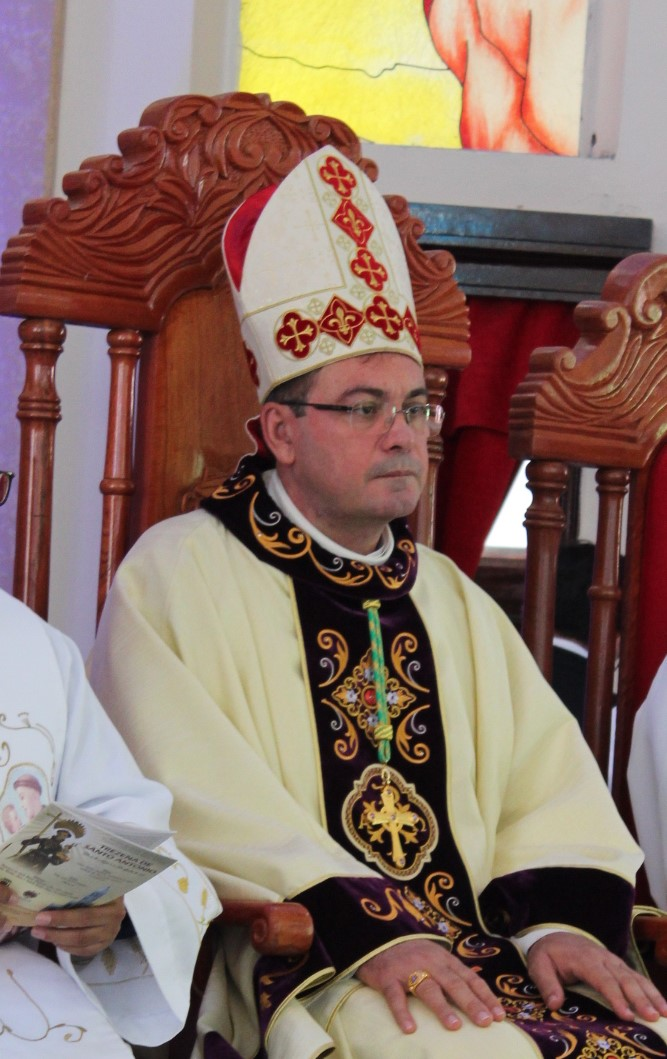
Bischof Francisco de Assis Gabriel dos Santos CSsR

Wappen von Francisco de Assis Gabriel dos Santos als Bischof von Campo Maior

Francisco de Assis Gabriel dos Santos CSsR (* 5. Februar 1968 in Esperança, Paraíba, Brasilien) ist ein brasilianischer Ordensgeistlicher und ernannter römisch-katholischer Bischof von Cajazeiras.

## Leben
Francisco de Assis Gabriel dos Santos trat der Ordensgemeinschaft der Redemptoristen bei und legte am 11. Februar 1996 die ewige Profess ab. Er empfing am 22. Juli 2000 das Sakrament der Priesterweihe.
Am 21. Juni 2017 ernannte ihn Papst Franziskus zum Bischof von Campo Maior. Der Erzbischof von Maceió, Antônio Muniz Fernandes OCarm, spendete ihm am 26. August desselben Jahres die Bischofsweihe; Mitkonsekratoren waren der Bischof von Garanhuns, Paulo Jackson Nóbrega de Sousa, und der Bischof von Pesqueira, José Luiz Ferreira Salles CSsR. Die Amtseinführung erfolgte am 30. September 2017.
Papst Franziskus bestellte ihn am 9. April 2025 zum Bischof von Cajazeiras.